# Зюдерштапель
Зюдерштапель (нім. Süderstapel) — громада в Німеччині, розташована в землі Шлезвіг-Гольштейн. Входить до складу району Шлезвіг-Фленсбург. Складова частина об'єднання громад Кропп-Штапельгольм.
Площа — 16,91 км2. Населення становить Невірний параметр metadata 01 059 085 ос. (станом на 31 грудня 2020).

## Галерея

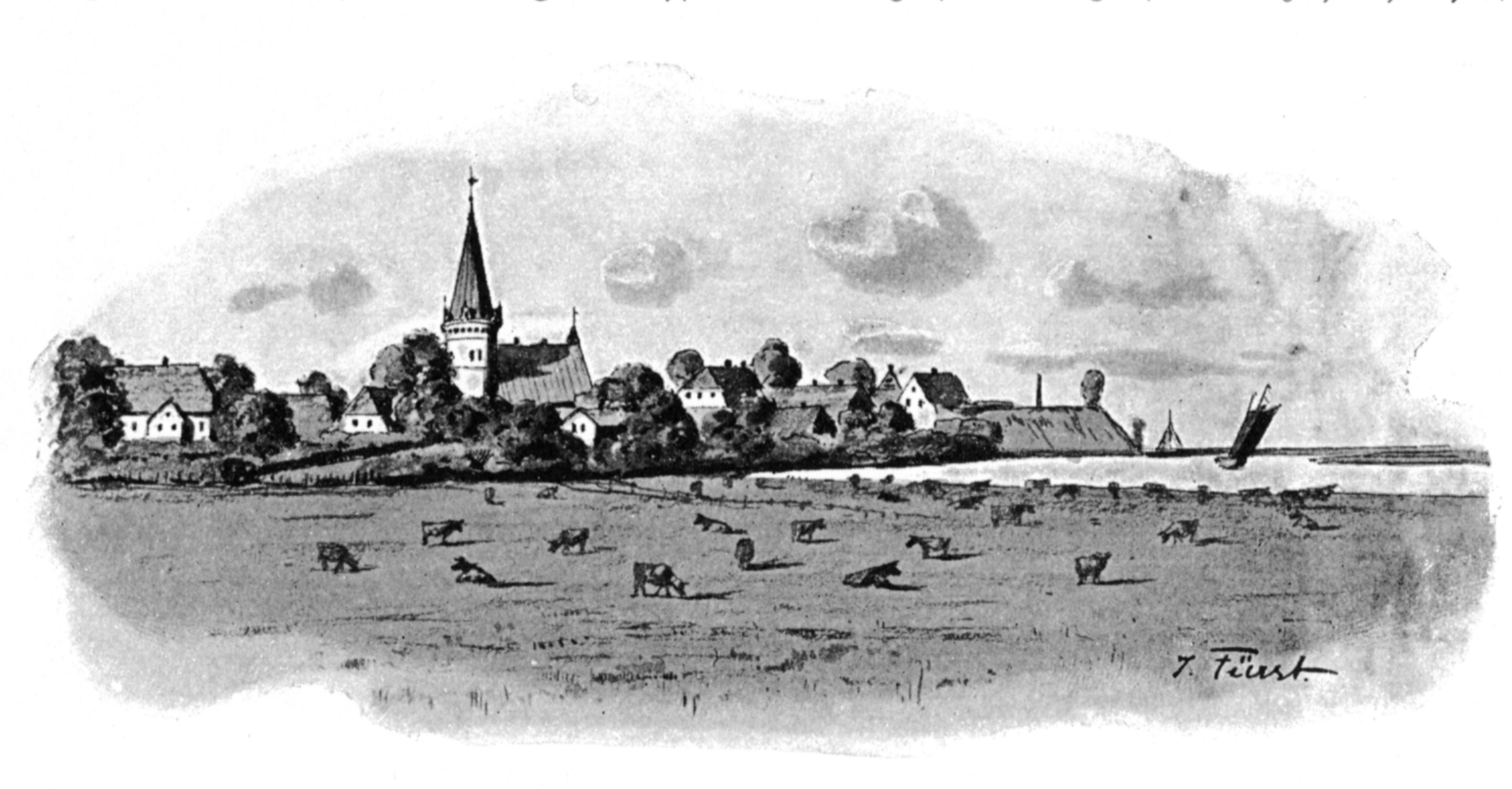
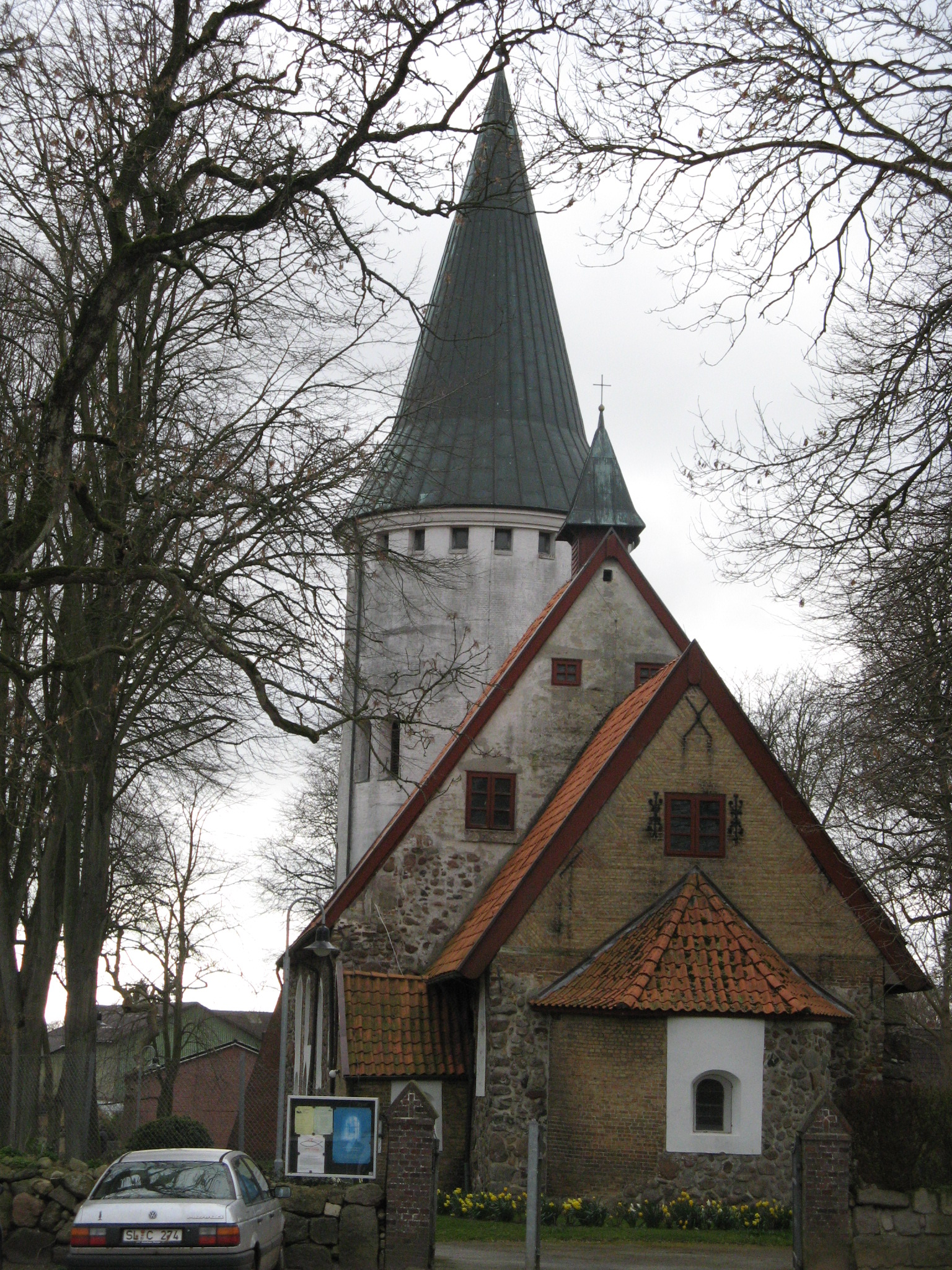
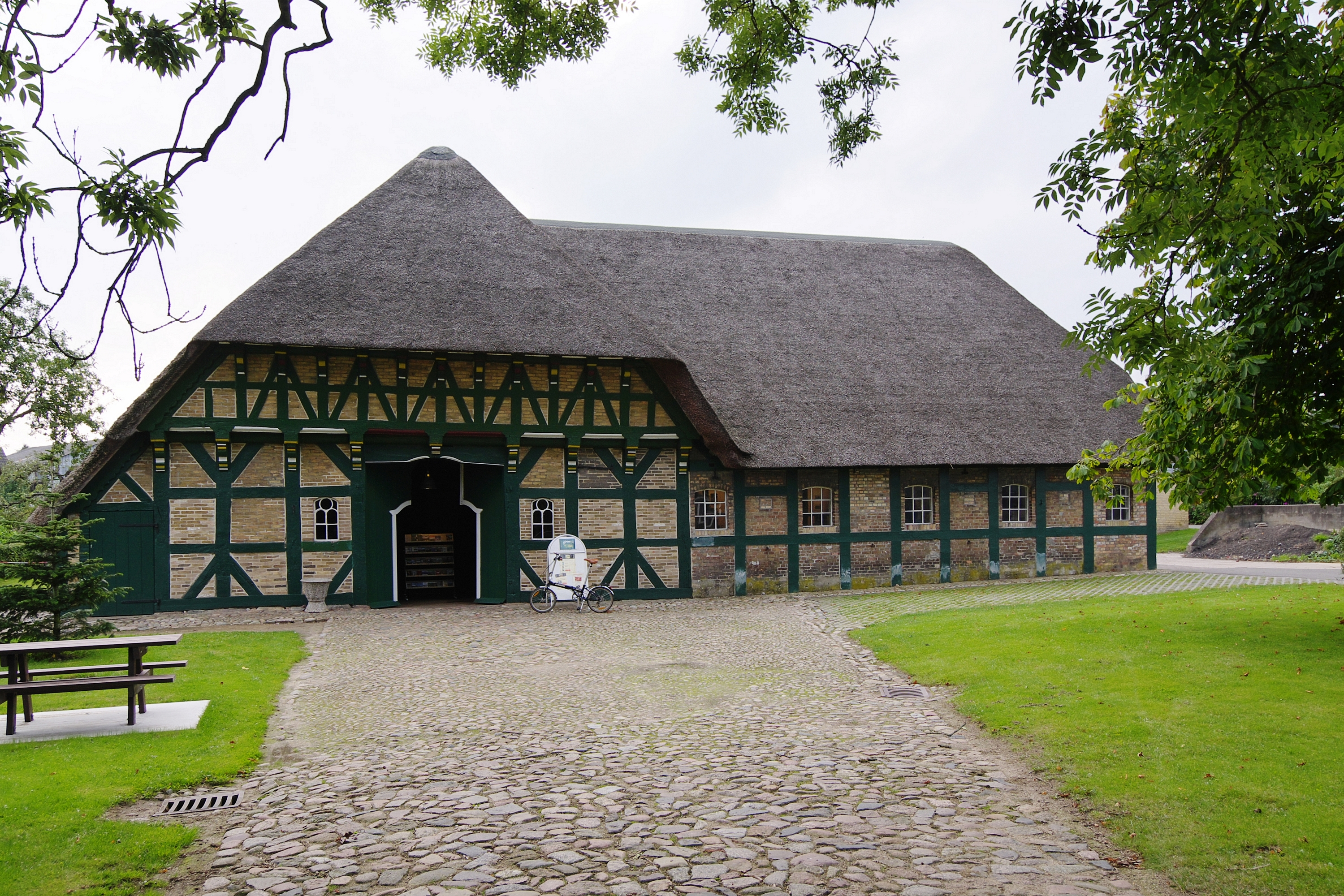
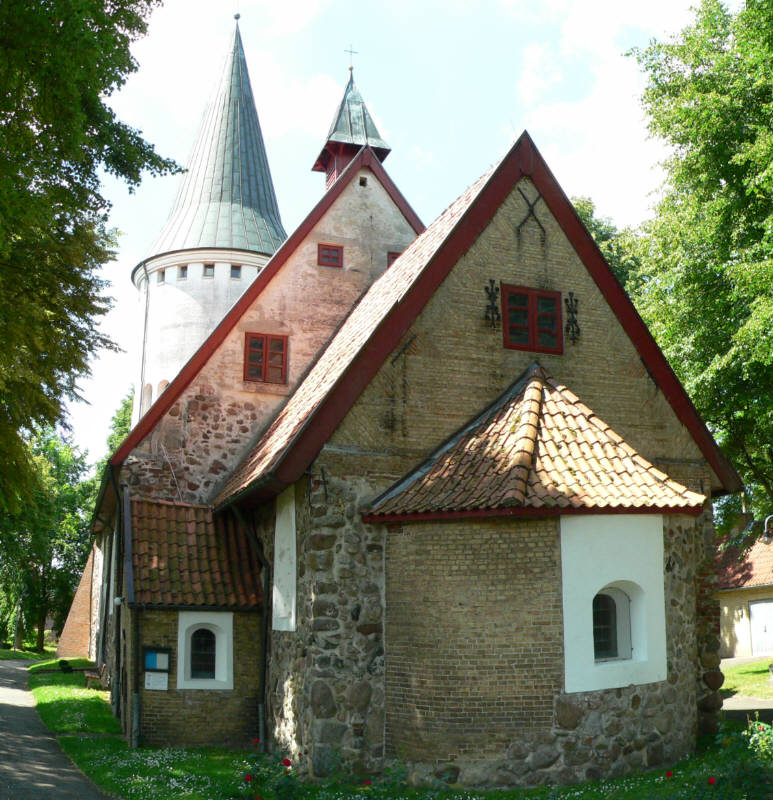